# Pokémon Puzzle Challenge
Pokémon Puzzle Challenge, conocido en Japón como Pokemon de Panepon (ポケモンでパネポン Pokemon de Panepon?), es un videojuego para la Game Boy Color. Está basado en Panel de Pon, con personajes de la franquicia Pokémon. Los personajes de Pokémon Puzzle Challenge están basados en aquellos de Oro y Plata, mientras que los de Pokémon Puzzle League—su equivalente para Nintendo 64—fueron basados en los personaje del anime. Sin embargo, el juego también está centrado en vencer a los líderes de Johto en un puzzle challenge en la región de Johto. El modo de juego se divide en 1 Jugador, 2 Jugadores y Entrenamiento.

## Modo de juego
Pokémon Puzzle Challenge presenta personajes de Pokémon en una versión de Panel de Pon. Panel de Pon presenta personajes únicos para jugadores y oponentes; de forma similar, Pokémon como Pikachu, Pichu, Cyndaquil, Totodile, y Chikorita aparecen como jugables, mientras que Líderes de Gimnasio, entrenadores, y el Alto Mando de Pokémon Oro y Plata aparecen como oponentes, todos ellos utilizando un único Pokémon usado en Oro y Plata. El juego presenta la habilidad de obtener Pokémon batallando contra ciertos entrenadores y así desbloquear nuevos Pokémon permanentes para ser usados; si se logra alcanzar un prerrequisito específico. Igualmente, la música en el juego fue rehecha de los originales Oro y Plata. El objetivo de los jugadores es alcanzar una meta, un puntaje alto, o vencer a oponentes previniendo que los bloques lleguen a la cima del campo de juego. El juego cuenta con tres modos — un jugador, multijugador, y entrenamiento. Además, hay otros sub-modos: Marathon, Challenge, Time Zone, LineClear, Puzzle, y Garbage!.